# Škoda 506
Škoda 506 byl těžký nákladní automobil o nosnosti 5 tun, vyráběný Akciovou společností pro automobilový průmysl v Mladé Boleslavi. Vyráběl se hlavně jako klasický valník, produkovány byly také verze autobusová a další. Výroba začala roku 1929 a skončila v roce 1940, vyrobilo se 336 těchto vozidel. Souběžně byla produkována také čtyřválcová varianta Škoda 504.

## Popis
Motor byl vodou chlazený řadový šestiválec OHV o objemu 7,3–8,3 l. Byl stejný jako motor Škody 306. Měl výkon 49–74 kW (67–100 koní). Vůz dosahoval rychlosti až 50 km/h.

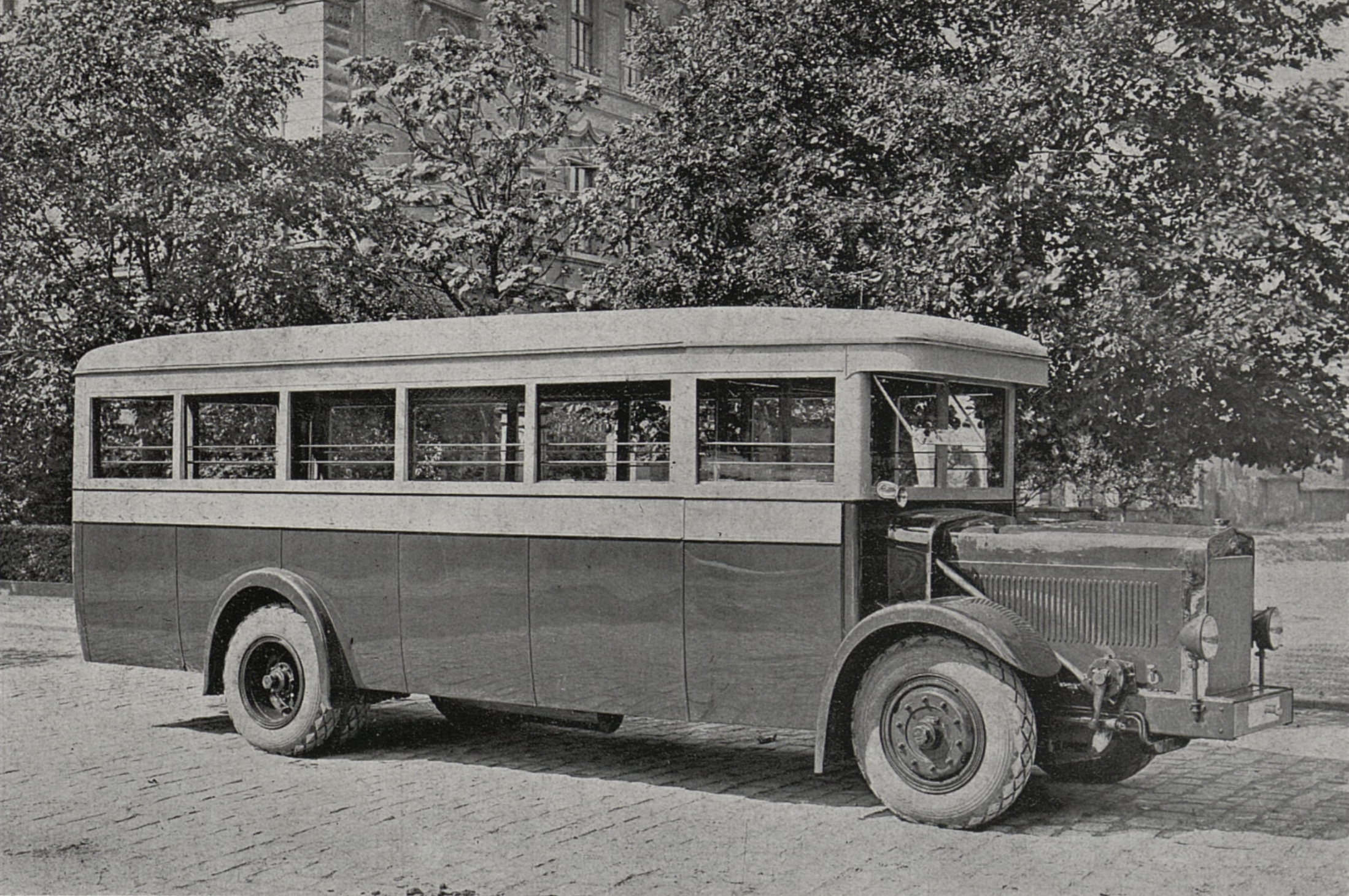
Autobus Škoda 506 N pro 40 osob (časopis Český svět, 1928)

Model byl vyráběn také s prodlouženým rozvorem a nízkým rámem (506 N či 506 NR) a s dlouhým rozvorem a nízkým rámem (506 ND). Tyto verze byly vhodné pro nástavbu autobusovou karoserií. Autobusy 506 N mohly pojmout 24 sedících (podélné lavice v interiéru) / 28 sedících (příčná sedadla) a 25 stojících cestujících. Nabízena byla také vyhlídková varianta 506 N Aerable se stahovací střechou, určená pro 35 sedících cestujících. Vozy 506 N provozovaly na městských linkách například Elektrické podnik hlavního města Prahy, které si pořídily v počtu dvou kusů i modifikaci 506 N Aerable (pro vyhlídkové jízdy Prahou), a také jeden vůz speciální varianty 506 NP s karoserií Pullman.

## Historické vozy
- DP Praha (vůz ev. č. 53)[2]